# Гасанов Гасан Мамед огли
Гасан Мамед огли Гасанов (5 грудня 1904, село Султанли, тепер Джебраїльський район, Азербайджан — 21 березня 1977, місто Баку, тепер Азербайджан) — азербайджанський радянський діяч, секретар ЦК КП(б) Азербайджану. Кандидат історичних наук (1960). Депутат Верховної ради Азербайджанської РСР. Депутат Верховної ради СРСР 2—3-го скликань.

## Життєпис
Народився в родині бідного селянина. З 1926 до 1928 року служив у Червоній армії.
Член ВКП(б) з 1928 року.
Після демобілізації з армії був на партійній роботі в місті Агдамі Азербайджанської РСР.
У 1929—1932 роках — студент Академії комуністичного виховання імені Крупської в Москві.
У 1932—1935 роках — завідувач відділу культури та пропаганди Касум-Ісмаїловського районного комітету КП(б) Азербайджану; інструктор ЦК КП(б) Азербайджану в Баку.
З 1935 року навчався в Інституті червоної професури в Москві.
З 1938 до квітня 1939 року — заступник директора із наукової частини, директор Інституту історії партії імені Степана Шаумяна в Баку.
З квітня 1939 року — заступник завідувача відділу кадрів ЦК КП(б) Азербайджану. На 1941 рік — секретар Бакинського міського комітету КП(б) Азербайджану з кадрів.
4 квітня — 1 грудня 1941 року — секретар КП(б) Азербайджану із харчової промисловості.
1 грудня 1941 — 13 травня 1944 року — 3-й секретар КП(б) Азербайджану.
З березня 1944 до 1945 року — віцеконсул Генерального консульства СРСР у місті Тебризі (Іран).
У 1946—1951 роках — секретар КП(б) Азербайджану з питань пропаганди та агітації.
З 1952 до березня 1954 року — заступник завідувача, завідувач відділу науки та культури ЦК КП Азербайджану.
З 1954 року — директор Інституту історії партії при ЦК КП Азербайджану, директор Бакинської філії Центрального музею Леніна. У 1960 році захистив кандидатську дисертацію.
З 1962 до 1974 року працював старшим науковим співробітником Інституту історії партії при ЦК КП Азербайджану.
З 1974 року — персональний пенсіонер союзного значення в Баку.
Помер 21 березня 1977 року. Похований на Алеї почесного поховання в Баку.

## Нагороди
- орден Леніна
- орден Трудового Червоного Прапора
- орден «Знак Пошани»
- медаль «За оборону Кавказу»
- медаль «За доблесну працю у Великій Вітчизняній війні 1941—1945 рр.»
- медалі